# Кризан (футболист)
Кризан да Крус Кейрос Барселос (порт. Cryzan da Cruz Queiroz Barcelos; более известный, как Кризан порт. Cryzan род. 7 июля 1996, Суд-Меннукси, Сан-Паулу) — бразильский футболист, нападающий клуба «Шаньдун Тайшань».

## Клубная карьера
Кризан — воспитанник клубов «Гремио Баруэри» и «Атлетико Паранаэнсе». 1 февраля 2015 года в матче Лиги Паранаэнсе против «Каскавеля» он дебютировал за основной состав последних. 5 февраля в поединке против «Рио Бранко» игрок забил свой первый гол за «Атлетико Паранаэнсе». 19 июля в матче против «Шапекоэнсе» он дебютировал в бразильской Серии A. Летом 2016 года Кризан на правах аренды перешёл в «Оэсте». 11 июня в матче против «Гояса» он дебютировал в бразильской Серии B. 27 августа в поединке против «Пайсанду» игрок забил свой первый гол за «Оэсте».
Летом 2017 года Кризан перешёл в бельгийский «Серкль Брюгге». 12 ноября в матче против «Беерсхота» он дебютировал в Челленджер Про Лига. В этом же поединке игрок сделал «дубль», забив свои первые голы за «Серкль Брюгге». По итогам сезона он помог клубу выйти в элиту.
Летом 2018 года Кризан был арендован саудовским «Аль-Батин». 31 августа в матче против «Аль-Фейсали» он дебютировал в чемпионате Саудовской Аравии. 20 сентября в поединке против «Аль-Хиляль» игрок забил свой первый гол за «Аль-Батин». В 2019 году он перешёл на правах аренды в «Атлетико Гояниенсе», но так и не дебютировал за клуб.
В начале 2020 года Кризан подписал контракт с португальской «Санта-Кларой». 15 февраля в матче против «Тондела» он дебютировал в Сангриш лиге. 10 июня в поединке против «Витории Сетубал» игрок забил свой первый гол за «Санта-Клару». В 2022 году Кризан перешёл в китайский «Шаньдун Тайшань». 3 июня в матче против «Чжэцзян Гринтаун» он дебютировал в К-Лиге. 28 июня в поединке против «Хэнань Суншань Лунмэн» игрок забил свой первый гол за «Шаньдун Тайшань». 

## Достижения
Клубные
 «Атлетико Паранаэнсе»
- Победитель Лиги Паранаэнсе — 2016